# Jens Carlowitz
Jens Carlowitz (Karl-Marx-Stadt, 8 agosto 1964) è un ex velocista tedesco.

## Palmarès

### Mondiali indoor
- 1 medaglia[1]:
  - 1 oro (Siviglia 1991 nella staffetta 4×400 m)

### Europei
- 2 medaglie[2]:
  - 2 bronzi (Spalato 1990 nei 400 m piani; Spalato 1990 nella staffetta 4×400 m)

### Europei indoor
- 2 medaglie[2]:
  - 1 oro (Budapest 1988 nei 400 m piani)
  - 1 argento (Glasgow 1990 nei 400 m piani)

### Europei under 20
- 2 medaglie[2]:
  - 2 argenti (Utrecht 1981 nei 400 m piani; Schwechat 1983 nei 400 m piani)

### Giochi dell'Amicizia
- 1 medaglia[2]:
  - 1 argento (Mosca 1984 nella staffetta 4×400 m)

## Altre competizioni internazionali
1983
- Coppa Europa di atletica leggera ( Londra)